# Benthodesmus tenuis
Benthodesmus tenuis är en fiskart som först beskrevs av Günther, 1877.  Benthodesmus tenuis ingår i släktet Benthodesmus och familjen Trichiuridae. Inga underarter finns listade.

## Bildgalleri

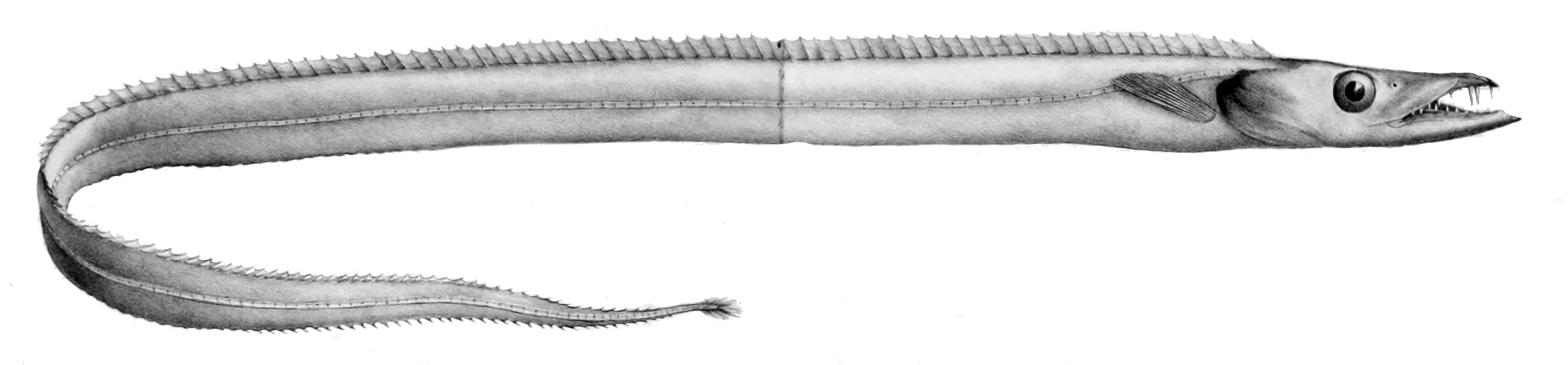